# پل بایارژون
پل بایارژون (فرانسوی: Paule Baillargeon‎؛ زادهٔ ۱۹ ژوئیهٔ ۱۹۴۵) یک کارگردان، بازیگر، و فیلم‌نامه‌نویس اهل کانادا است. او یکی از فیلم‌سازان هیئت ملی فیلم کانادا بود.
او بابت هنرنمایی در فیلم «من آوازخواندن پریان دریایی را شنیده‌ام» برندهٔ جایزه جینی «بهترین هنرپیشه مکمل زن» شد و همچنین برای فیلم «سکس ستارگان» نامزد دریافت «بهترین کارگردانی» بود.